# قاضي جهان
قاضي جهان هي قرية في مقاطعة أذر شهر، إيران. عدد سكان هذه القرية هو 3,128 في سنة 2006.